# Karangsari (Bojong)
Karangsari is een bestuurslaag in het regentschap Pekalongan van de provincie Midden-Java, Indonesië. Karangsari telt 2052 inwoners (volkstelling 2010).